# كولن كينغ
كولن كينغ (بالإنجليزية: Colin King)‏ هو فلاح وسياسي نيوزلندي، ولد في 19 ديسمبر 1949. انتخب عضو مجلس النواب النيوزيلندي.